# Northwest Airlines Flight 705
Northwest Airlines Flight 705 var en Boeing 720 som flög mellan Miami i Florida och Spokane i Washington den 12 februari 1963. Flygplanet hade också en mellanlandning i Chicago. Ombord fanns 35 passagerare och 8 i besättningen. Kort efter att planet lyft från Miami föll planet isär och kraschade in i västra Everglades. Alla 43 ombord omkom. Flygplanet hade fel i kontrollsystemet, och det gjorde så att piloterna inte kunde kontrollera planet. Det är dock inte helt klarlagt vad som orsakade olyckan.